# Ереванский кинофестиваль 2012
9-й Ереванский кинофестиваль «Золотой абрикос» 2012 года — прошёл в Ереване — столице Республики Армения с 8 июля по 15 июля

## История
Кинофестиваль проходил с 8 по 15 июля 2012 года в столице Армении Ереване. На участие в фестивале было подано 1250 заявок из 70 стран мира, из которых выбрали 150, представляющих 44 страны. По традиции все началось в церкви Сурб Зоравор с церемонии благословения символа Армении и фестиваля — абрикоса. После чего, уже в зале концертного центра, прошла церемония открытия, которую было доверено Вести Жирайру Папазяну. Спустя какое-то время представив членов жюри фестиваля, началась церемония вручения «Талера Параджанова», которого удостоились испанский кинорежиссёр Виктор Эрисе и грузинский Эльдар Шенгелая.
Основной конкурс был представлен 12 игровыми картинами, где 2 на русском языке. Половина из них отмечены престижными наградами критиков на разных киносмотрах. Документальный конкурс был представлен также 12 картинами, из которых жюри под председательством Марины Разбежкиной
Помимо этого в рамках фестиваля прошел традиционный национальный конкурс «Армянская панорама» и введенный на прошлом фестивале конкурс короткого метра «Косточка». Особенностью нынешнего фестиваля является появление новых программ. В этом году это «Книга и кино», приуроченная к 500-летию армянского книгопечатания и провозглашению Еревана Всемирной столицей книги.
На ереванском кинофестивале было проведено множество программ, одна из которых «Дань уважения» отметила несколько юбилеев: 85-летие Фрунзе Довлатяна, 80-летие Андрея Тарковского и 90-летие Юрия Ерзнкяна. Прошли ретроспективные показы — Андрея Тарковского, Александра Сокурова, Вадима Абдрашитова. В программе «фильмы стран СНГ» был проведен показ фильмов режиссёров с просторов бывшего СССР. Кроме того, 12 июля Армянской Апостольской Церковью, в рамках фестиваля была учреждена специальная премия «Да будет свет». Первым награждённым её стал Александр Сокуров, который получил приз из рук католикоса всех армян Гарегина II
В рамках фестиваля «Золотой абрикос» в Ереване, в музее Сергея Параджанова, прошла церемония, посвященная 100-летию армянского кино, где были представлены две книги об армянском кино. Там же представителями киноакадемии армянским кинематографистам были вручены почётные призы — статуэтка «Анаит». Премия вручалась впервые и предназначалась людям, ставшим знаковыми лицами армянского кино. За время фестиваля, его гости могли посетили коньячный завод, центр инновационных технологий ТУМО, фестиваль Долмы, духовный центр в Эчмиадзине и другие места

## Программы фестиваля
- «Ереванские премьеры»
- программа мировых киношкол
- «Дань уважения»
- «Взгляд снаружи»
- «Кино стран СНГ»
- «Книга и кино»

## Мнения о кинофестивале
Член жюри программы короткометражных фильмов «Косточка» Алена Шумакова рассказала, что недовольных в их команде не осталось. Как он отметила:
«Фестиваль становится большим и действительно значимым в жизни кинематографа, когда он начинает открывать новые таланты»
Александр Сокуров отметил, что фестиваль Золотой абрикос — это самодостаточное явление, обладающий мировой популярностью. И для его дальнейшего созревания, нужно воздвигнуть фестивальный центр
Вадим Абдрашитов высоко оценил уровень Международного ереванского кинофестиваля, отметив, что «фестиваль встает на ноги все крепче и крепче», по его словам
Все, что касается отношения к гостям, все, что касается толковости программ, это выше всяких похвал. Обилие программ. Даже человек, который слабо интересуется кино, может выбрать что-то для себя

Сергей Мокрицкий, отмечает что «Золотой абрикос» является знаковым для всех кинематографистов, поскольку тут присутствуют ведущие кинематографисты мира. По его словам 
О фестивале ходят легенды, и очень многие хотят сюда попасть.

## «Таллер Параджанова» — премия имени Параджанова за достижения в кинематографе
- Виктор Эрисе (Испания)
- Эльдар Шенгелая (Грузия)
- Агнешка Холланд (Польша)

## «Да будет Свет» — премия Армянской Апостольской Церкви
- Александр Сокуров (Россия)

## Жюри конкурса
в номинации лучший фильм
- Виктор Эрисе (Испания)
- Шарль Тессон[фр.] (Франция)
- Кирилл Разлогов (Россия)
- Януш Газда (Польша)
- Роланд Казарян (Армения)

в номинации лучший документальный фильм
- Марина Разбежкина (Россия)
- Антонио Дельгадо (Испания)
- Нана Джанелидзе (Грузия)
- Цветана Паскалева (Болгария)
- Нуне Саркисян (Армения)

в номинации «Армянская панорама»
- Эмилия Ховиарова (Чехия)
- Ли Сан-Йонг (Северная Корея)
- Валерий Балаян (Россия)
- Аделина фон Фюрстенберг (Швейцария)
- Ситора Алиева (Россия)
- Викен Берберян[англ.] (США)
- Нарек Товмасян (Армения)

в номинации лучшее короткометражное кино (абрикосовая косточка)
- Нйен Торунн (Норвегия)
- Алёна Шумакова (Италия)
- Алексей Медведев (Россия)

в номинации приза Международной федерации кинопрессы (ФИПРЕССИ)
- Маргарита Чапатте Лопес (Испания)
- Антунеш Жоао (Португалия)
- Гарегин Закоян (Армения)

в номинации приза экуменического жюри
- Кристина Гринэвэй (Швейцария)
- Рикардо Руиз Де ла Серна (Испания)
- отче Геворг Сароян (Армения)

## Победители и лауреаты конкурса

### Лучший фильм
ГРАН ПРИ — ЗОЛОТОЙ АБРИКОС
- «В тумане» — Сергей Лозница (Германия)

серебряный абрикос
- «Издалека это выглядит прекрасно» (It Look Pretty from a Distance) — Анка и Вильгельм Сансаль (Польша)

Специальный приз жюри
- «Лето» (Summertime) — Хосе Луис Торрес Леива (Чили)

### Лучший документальный фильм
ГРАН ПРИ — ЗОЛОТОЙ АБРИКОС
- «Пять разбитых камер» (Five broken Cameras)— Эмад Бурнат (ПНА, Израиль)

серебряный абрикос
- «Книга тундры: повесть о Вувукае, маленьком камне» — Алексей Вахрушев (Россия)

Специальное упоминание жюри
- «Бахмаро» (Bakhmaro) — Саломе Яши (Германия)

### Армянская панорама
ГРАН ПРИ — ЗОЛОТОЙ АБРИКОС, за лучший игровой фильм
- «Если все» (If Only Everyone) — Наталия Беляускене (Армения)

серебряный абрикос
- «Нана» (Nana) — Валери Массадян (Франция)

ГРАН ПРИ — ЗОЛОТОЙ АБРИКОС, за лучший документальный фильм
- «Армянская рапсодия» (Armenian Rhapsody) — Сезар и Гарри Кананян (Бразилия)

### Лучшее короткометражное кино («Кориз» или «Абрикосовая косточка»)
ГРАН ПРИ — ЗОЛОТОЙ АБРИКОС
- «Когда мы умерли ночью» (When We Die at Night)— Эдуардо Моторо (Бразилия)

Специальное упоминание жюри
- «Незначительные подробности случайного эпизода» — Михаил Местецкий (Россия)

## Другие призы
Приз журналистов и кинокритиков FIPRESCI
- /  «Первая гроза весной» (The First Rains of Spring) — Ерлан Нурмухамбетов и Сано Шинцу (Казахстан / Япония)

Приз экуменического жюри
Главный приз
- «Если все» (If Only Everyone) — Наталия Беляускене (Армения)

Специальное упоминание
- «Будущее длится вечно» (Future Last Forever) — Озджан Альпер (Турция)

Приз национальной киноакадемии Армении
- «Татуировки моей бабушки» (Grandma’s Tattoos) — Сюзанна Хардалян (Швеция)

Приз имени Гранта Матевосяна
- «Плохой папа» (Bad Father) — Тигран Аведикян (Франция)

«Нуад» — Приз союза кинематографистов Армении
- «С Фиделем, что бы ни случилось» (With Fidel Whatever Happens) — Горан Радованович (Сербия)

«Новые имена фестиваля» — приз Британского совета
- «Армянская рапсодия» (Armenian Rhapsody) — Сезар и Гарри Кананян (Бразилия)